# The Age of Information
The Age of Information è stata una band pop rock statunitense originariamente formata nel 2003 da David Hodges e Mark Colbert con il nome di Trading Yesterday, cui in seguito si è unito Steven McMorran. Nel 2004 i Trading Yesterday hanno pubblicato una demo intitolata The Beauty and the Tragedy, e dopo aver firmato un contratto con la Epic Records quello stesso anno, hanno commercializzato il loro primo singolo, One Day, nell'estate del 2005. Dopo aver lasciato la Epic hanno deciso di rimanere indipendenti: per queste ragione il loro album di debutto, che doveva essere intitolato More than This, fu messo da parte e non uscì più ufficialmente, se non nel 2011.
La band ha successivamente cambiato il nome in "The Age of Information". Con questo nome ha pubblicato, nel settembre 2007, un EP intitolato Everything Is Broken.

## Storia del gruppo
Dopo aver lasciato gli Evanescence il 19 dicembre 2002, in quanto riteneva che la sua permanenza avrebbe portato la band ad una maggiore ed erronea appartenenza al christian rock, il tastierista e cantante David Hodges si concentrò maggiormente sulla carriera solista.
Nel 2003 iniziò a collaborare con il batterista e amico Mark Colbert, che incise la batteria nel suo terzo album solista, The Genesis Project.
Nella primavera dello stesso anno, i due amici fondarono i Trading Yesterday; all'inizio del 2004 si aggiunse al duo Steven McMorran, come bassista e corista.
Il 15 maggio 2004 il gruppo autoprodusse il suo album di debutto, The Beauty and the Tragedy, interamente registrato nell'appartamento di Hodges; lo stesso giorno i Trading Yesterday diedero una festa per l'uscita del CD.
L'album fece il tutto esaurito in pochi mesi e attirò l'attenzione della Epic Records, una divisione di Sony BMG Music Entertainment. Poco dopo la band firmò un contratto con la Epic e si spostò a Los Angeles per iniziare a lavorare sull'album successivo. A novembre il lavoro di studio sull'album venne terminato, e a dicembre vennero registrati gli ultimi arrangiamenti di Hodges con la chitarra. Il mix fu completato nella prima metà del 2005, e il 5 maggio uscì il singolo One Day, successivamente incluso nella colonna sonora del film Stealth - Arma suprema. Tuttavia la band si separò dalla Epic Records il 30 novembre 2005, per motivi mai dichiarati.
Per questo motivo il secondo album, More than This, non venne pubblicato ufficialmente.
Ritornata allo status di indipendente, la band ristampò il suo primo album The Beauty and the Tragedy e lo rimise in vendita a partire dal 25 febbraio 2006.
Il 27 giugno 2006 Mark Colbert, batterista e cofondatore della band, lasciò i Trading Yesterday per seguire la carriera di ingegnere audio. Per i successivi spettacoli intorno alla zona di Los Angeles venne sostituito da Dan James (ex beautifulYou). Le ultime canzoni a cui Colbert collaborò furono Goodnight, Goodbye, Another Sunday e Every Breath You Take (cover dei Police), scartate dalla scaletta di More than This.
Nell'ottobre 2006, i Trading Yesterday suonarono come gruppo d'apertura a diversi concerti di Chris Tomlin.
Intorno all'agosto 2007 la band smise di suonare e scrivere nuova musica sotto il nome di "Trading Yesterday". A Hodges e McMorran si unirono il chitarrista Josh Dunahoo e il batterista Will "Science" Hunt (che dal 2010 al 2011 sarà anche il batterista degli Evanescence, band in cui precedentemente militò anche Hodges), e venne annunciato che il nuovo nome della band sarebbe stato The Age of Information. Con questa formazione la band registrò l'EP Everything Is Broken, uscito l'11 settembre 2007.
Dal 2008 la band è caduta in inattività quando Hodges, insieme a McMorran e Hunt, si dedicò interamente alla realizzazione del suo quinto album solista, The Rising.
Nel 2010 David Hodges dichiarò che More than This sarebbe stato pubblicato, per la prima volta ufficialmente, nella primavera 2011 dalla Sleepwalker Records; l'album tuttavia non venne ristampato prima del 7 settembre 2011.

## Formazione
Ultima
- David Hodges – voce, pianoforte, tastiera, chitarra ritmica (2003-2007)
- Josh Dunahoo – chitarra solista (2007)
- Steven McMorran – basso, cori (2004-2007)
- Will "Science" Hunt – batteria, programmazione (2007)

### Ex componenti
- Mark Colbert – batteria, percussioni (2003-2006)
- Dan James – batteria (2006–2007)

## Discografia
Album studio
- The Beauty and the Tragedy (15 maggio 2004, ristampato il 25 febbraio 2006)
- More than This (7 settembre 2011)

EP
- Everything Is Broken (11 settembre 2007)

Singoli
- One Day (4 maggio 2005)